# Abierto Zapopan
Abierto Zapopan, також Abierto Akron Zapopan за назвою спонсора — неактивний міжнародний щорічний жіночий професійний тенісний турнір, який проводився в березні в мексиканському місті Сапопан (метрополія Гвадалахари).
Заснований 2019 року як турнір серії WTA 125K, не відбувся 2020 року через епідемію COVID-19. У 2021-22 роках був турніром категорії WTA 250.

## Фінали

### Одиночний розряд
| Рік         | Чемпіонка                                         | Фіналістка                                        | Рахунок                                           |
| ----------- | ------------------------------------------------- | ------------------------------------------------- | ------------------------------------------------- |
| ↓ WTA 125 ↓ |                                                   |                                                   |                                                   |
| 2019        | Вероніка Кудерметова                              | Маріє Боузкова                                    | 6–2, 6–0                                          |
| 2020        | Не відбувся через пандемію коронавірусної хвороби | Не відбувся через пандемію коронавірусної хвороби | Не відбувся через пандемію коронавірусної хвороби |
| ↓ WTA 250 ↓ |                                                   |                                                   |                                                   |
| 2021        | Сара Соррібес Тормо                               | Ежені Бушар                                       | 6–2, 7–5                                          |
| 2022        | Слоун Стівенс                                     | Маріє Боузкова                                    | 7–5, 1–6, 6–2                                     |

### Парний розряд
| Рік         | Чемпіонки                                         | Фіналістки                                        | Рахунок                                           |
| ----------- | ------------------------------------------------- | ------------------------------------------------- | ------------------------------------------------- |
| ↓ WTA 125 ↓ |                                                   |                                                   |                                                   |
| 2019        | Марія Санчес Штоллар Фанні                        | Корнелія Лістер Рената Ворачова                   | 7–5, 6–1                                          |
| 2020        | Не відбувся через пандемію коронавірусної хвороби | Не відбувся через пандемію коронавірусної хвороби | Не відбувся через пандемію коронавірусної хвороби |
| ↓ WTA 250 ↓ |                                                   |                                                   |                                                   |
| 2021        | Еллен Перес Астра Шарма                           | Дезіре Кравчик Джуліана Ольмос                    | 6–4, 6–4                                          |
| 2022        | Кейтлін Крістіан Лідія Морозова                   | Ван Сіньюй Чжу Лінь                               | 7–5, 6–3                                          |